# 서유럽
서유럽(영어: Western Europe)은 유럽의 서부를 지칭하는 말이다. 그러나 지리적 분류보다는 종종 정치·역사·문화적으로 동구권과 구분하기 위해 쓰는 경우가 많다. 이 지역의 이민자들이 세운 나라인 아메리카 대륙의 국가들과 정치·경제·문화적으로 많은 공통점을 지니고 있다.
제1차 세계 대전까지는 서유럽을 독일·오스트리아·스위스·리히텐슈타인·프랑스·모나코, 브리튼 제도, 베네룩스 3국 등을 모두 포함한다고 여겨졌다.
중국식 한자어로는 서구라파(西欧罗巴)라 표기하는데, 냉전 시절에는 동구권에 대비해 서구 진영이라는 의미로 많이 쓰였다. 당시에는 북대서양 조약 기구 가입국과 더불어, 입헌군주제 국가인 스웨덴, 민주주의 국가인 스위스·핀란드 등을 비롯하여, 이른바 시장 경제 체제 하의 독재 국가였던 스페인·포르투갈 등을 가리키는 용어였다. 이런 의미일 때는 유럽의 남동부에 있는 그리스와 튀르키예 등까지 서유럽에 포함되기도 하였다.
일반적인 서유럽의 나라들을 나열하면 다음과 같다.

## 서유럽의 나라
- 독일
- 오스트리아
- 스위스
- 리히텐슈타인
- 프랑스
- 모나코

### 브리튼 제도
- 영국
- 아일랜드

### 베네룩스 3국
- 벨기에
- 네덜란드
- 룩셈부르크

## 같이 보기
- 중앙유럽
- 동유럽
- 북유럽
- 동남유럽
- 남유럽